# Jardí de Vērmanes
El Jardí de Vērmanes (alemany: Wöhrmanns Garten, letó: Vērmanes dārzs) és el jardí públic més antic de la ciutat de Riga, Letònia. Actualment comprèn una àrea d'aproximadament 5 hectàrees. El nom actual és una transliteració letona del nom alemany original del jardí.

## Història

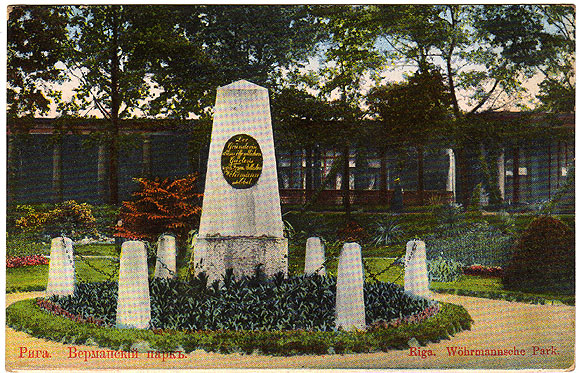
Obelisc d'Anna Gertrud Vermanes.

El jardí es va inaugurar el 1817 a l'època en la qual la ciutat era la capital del Govern de Livònia pertanyent a l'Imperi Rus. El parc va ser creat per iniciativa del governador de la ciutat Philip Paulucci i finançat pel Cònsol General de Prússia, Johann Christoph Wöhrmann (1784-1843), i la seva mare Anna Gertrud Vermanes (nom de soltera), que li donen el seu nom. Un obelisc de granit va ser erigit en el seu honor l'any 1829 i que va ser demolit abans de la Segona Guerra Mundial, el qual va ser reemplaçat amb una còpia el 2000.
El 1836 la Societat Química Farmacèutica de Riga van establir una botiga d'aigua mineral al restaurant del parc. Quan el local es va fer massa petit, es van realitzar reconstruccions d'acord amb el projecte de l'arquitecte Heinrich Scheel als anys 1863 a 1864 i 1870 a 1871. L'any 1869 el parc tenia instal·lada una font i un rellotge de sol.

## Botànica

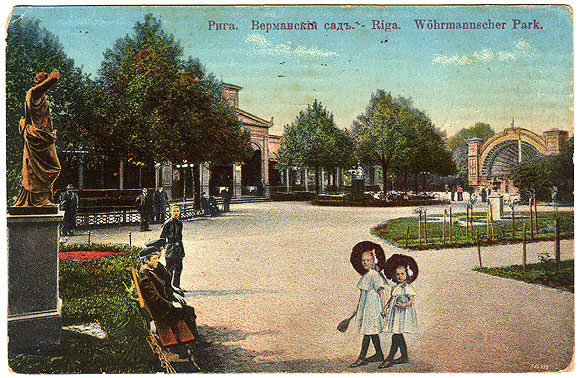
Postal del jardí al 1911

Al jardí ampliat el 1881, l'arquitecte - paisatgista Georg Kuphaldt director dels jardins de la ciutat de Riga, hi va instal·lar flors, arbusts i arbres exòtics com:
Gleditschia triacanthos, Aralia, Aesculus rubicunda Lois, Fagus silvatica, Fagus asplenifolia, Fagus folis atropurpureis, Acer negundo (Auró americà), Acer negundo foliis variegatis, Robinia pseudoacacia (Acàcia borda), Magnolia obovata, Mahonia aquifolium, Bignonia catalpa, Pterocarya caucasica, Prunus laurocerasus (Llorer-cirer), Aucuba japonica, Buxus sempervirens (Boix comú), Buxus arborescens, Ilex aquifolium (Grèvol), Ilex laurifolia, Berberis aquifolium, Rhododendron catawbiense, Yucca flamentosa, Hedera helix (Heura).